# 张铭山
张铭山（1963年10月29日—），男，汉族，出生于山东省潍坊市临朐县。中国民运人士、作家。原临朐水泥厂职工。

## 生平

### 八九民运
1989年6月6日，在临朐县城书写并张贴《告临朐县人民书》，谴责中国当局的“六四”大屠杀。

### 入狱
1989年12月19日被捕。
1990年1月25日被山东省潍坊市人民检察院起诉。
1990年3月15日被山东潍坊市中级人民法院以“反革命宣传煽动罪”判处有期徒刑两年。
1990年3月30日到山东莱西北墅监狱，与孙维邦、姜福祯、陈兰涛、张杰等“六四”政治犯一起服刑。
1991年12月18日刑满出狱。

### 出狱后的民运活动
1998年6月，参与谴责印尼暴徒迫害华人暴行大签名；8月，参与保卫母亲河大签名；9月，参与筹组中国民主党。
1999年4月，参与签名呼吁释放济南异议人士车宏年；5月，与申贵军、姜福祯上书全国人大常委会法工委，要求重新评价“六四”事件。
2000年12月：参与呼吁释放杭州异议人士王有才的28人签名。
2001年1月，参与呼吁释放所有政治犯的119人签名。

### 写作
1998年10月，撰写《浅议新文明理论》。
1999年1月，撰写《“六四”十年祭》。
2008年6月，加入独立中文笔会。